# Mosca Shanghai
Mosca Shanghai è un film del 1936 diretto da Paul Wegener che ha per protagonisti Pola Negri, Gustav Diessl e Wolfgang Keppler.

## Produzione
Il film fu girato nel luglio/agosto 1936, prodotto dalla Badal-Film.

## Distribuzione
Distribuito dalla Terra Film, il film uscì nelle sale l'8 ottobre 1936 in Germania con il titolo originale Der Weg nach Shanghai, presentato in prima al Capitol di Berlino. È conosciuto anche con il titolo alternativo Zwischen Moskau und Shanghai o anche Begegnung in Shanghai.

### Date di uscita
- Germania	8 ottobre 1936, con il titolo Der Weg nach Shanghai
- Paesi Bassi	13 novembre 1936	 (Amsterdam), con il titolo Moskou Shanghai
- Francia	11 dicembre 1936, con il titolo Moscou-Shanghai
- Finlandia	25 dicembre 1936, con il titolo Moskova - Shanghai
- Austria	1937	, con il titolo Mein Herz hat Heimweh o Moskau - Schanghai
- Germania	1º gennaio 1949, con il titolo Der Weg nach Schanghai(riedizione)

Alias
- Mosca Shangai 	Italia
- Moscow Shanghai	(undefined)
- Mosha - Sangai	Grecia (transliterated ISO-LATIN-1 title)
- Moskva - Sanghaj	Cecoslovacchia